# 金伯利聚鯻
金伯利聚鯻（學名：Syncomistes kimberleyensis）為鱸形目鱸亞目鯻科的其中一種，分布於大洋洲西澳大利亞北部金伯利地區的Durack、Pentecost、Bow河水域，為特有種，體成紡錘型，側扁，體長可達20公分，成魚棲息沿岸質被生長，沙石底質的溪流或水塘，屬草食性，以藻類為食，成魚會保護卵並搧動魚鰭提供足夠的氧，生活習性不明，可做為觀賞魚。
其种加词“kimberleyensis”意为“澳大利亚西澳大利亚金伯利区的”。